# V. F. Calverton
Victor Francis Calverton (1900-1940) fue un editor, escritor y crítico literario estadounidense

## Biografía
Nació en Baltimore en 1900 con el nombre «George Goetz». Tras estudiar en la Universidad Johns Hopkins, donde se introdujo en el pensamiento marxista, fundó la revista Modern Quarterly en 1923.
Fue autor de obras como The Bankruptcy of Marriage (The Macauley Company, 1928); For Revolution (The John Day Company, 1932); The Man Inside (Charles Scribner's Sons, 1936), una novela utópica; The Awakening of America (The John Day Company, 1939) o But the Dream Lingers On... Where Angels Dared to Tread (The Bobbs Merrill Company, 1941); entre otras. También editó Sex in Civilization, The New Generation and Woman’s Coming of Age (Macaulay Company, 1929), junto a Samuel D. Schmalhausen; White Man's Negroes. An Anthology of American Negro Literature (The Modern Library, 1930); o The Making of Man. An Outline of Anthropology (The Modern library, 1931); entre otras.
Leonard Wilcox publicó en 1992 una biografía suya titulada V. F. Calverton: Radical in the American Grain.
Falleció el 20 de noviembre de 1940.